# George Adams (Grafiker)
George Adams (Geburtsname: Georg Teltscher) (* 1. Juli 1904 in Purkersdorf, Österreich-Ungarn; † im März 1983 in London) war ein österreichisch-britischer Grafiker.

## Leben
Seine Eltern waren Wilhelm Teltscher († 1940), ein aus Brünn stammender Kaufmann jüdischen Glaubens, und die in Quincy geborene Protestantin Mary Adams (1876–1974). George hatte einen älteren Bruder, Arthur Adams (1898–1939).
Georg Teltscher besuchte zunächst von 1913 bis 1918 das Realgymnasium und von 1919 bis 1921 die Graphische Lehr- und Versuchsanstalt in Wien. Danach ging er bis 1923 an das Bauhaus in Weimar. Dort gehörten Wassily Kandinsky, Paul Klee und Johannes Itten zu seinen Lehrern. Später setzte er seine Studien bei Julius Klinger fort.
Von 1925 bis 1930 war er in Wien als Grafikchefdesigner bei Vacuum Oil und als Bühnenbildner tätig. Anschließend arbeitete er bis 1930 als künstlerischer Leiter für die Hamburger Städtische Anzeigen GmbH. Nach einer Schaffensphase als freier Grafikdesigner in Berlin und Hamburg kehrte er 1933 nach Wien zurück.
1934 emigrierte Teltscher von Wien nach Spanien und wurde Leiter einer Werbeagentur in Barcelona. Ab Juli 1936 nahm er am Spanischen Bürgerkrieg teil. 1938 emigrierte er mit einem Touristenvisum nach Großbritannien, wurde nach Kriegsbeginn als „feindlicher Ausländer“ deklariert und 1940 mit dem Schiff Dunera nach Australien deportiert und dort interniert. Ende 1941 konnte er nach London zurückkehren, arbeitete bei der BBC und wurde 1951 Lehrer am London College of Printing. Parallel arbeitete er für Londoner Verlagshäuser wie Thames & Hudson und George Rainbird Ltd., für die er zahlreiche Bücher und deren Cover gestaltete. Von 1973 bis 1977 war Teltscher unter dem Namen George Adams Professor für Grafikdesign an der University of Nigeria in Nsukka. Danach kehrte er nach London zurück, wo er im Stadtviertel Gospel Oak lebte und 1983 mit 79 Jahren verstarb.
1973 heiratete George Adams die in London geborene Sara Jean Murray (* 1937). Er hatte keine Kinder.